# アンナ・コムネナ
アンナ・コムネナ （ギリシア語: Άννα Κομνηνή　Anna Komnena, 1083年12月2日 - 1154年から1155年）は、東ローマ帝国（ビザンツ帝国）コムネノス王朝の皇族、歴史家。コムネノス王朝の初代皇帝アレクシオス1世コムネノスと、有力貴族ドゥーカス家出身の皇后エイレーネー・ドゥーカイナの長女。中世ギリシャ語読みでは「アンナ・コムニニ」。

## 生涯

### 誕生から少女時代
アンナは1083年12月2日、大宮殿にある皇后専用の「緋色の産室」で生まれた。アンナは『アレクシアス』（後述)で自らが生まれた時のことについて、
土曜日の夜明けに女の子が生まれた。その子は何から何までお父さんそっくりだと誰もが言っていた。私がその赤ちゃんである。
と記している。
生まれて間もなくドゥーカス王朝の皇帝ミカエル7世の息子でアレクシオスの共同皇帝とされていたコンスタンティノス・ドゥーカスと婚約した。コンスタンティノスは当初アレクシオスの後継候補とされていたため、そのままコンスタンティノスが即位すればアンナは皇后になれるはずであった。しかし、1087年に嫡男である弟のヨハネスが生まれ、さらに1095年にはコンスタンティノスは急死してしまった。
アンナは高度の教育を受け、宗教の書物の他、ホメロス、ヘロドトス、アリストパネスらのギリシャ古典文学を愛読、神話、地理学、修辞学、弁証学、プラトン及びアリストテレス哲学に深い知識をもった。アンナは『アレクシアス』（後述)の序文で自らについて、
緋色の産室で生まれ育てられ、読み書きは言うまでもなく、完璧なギリシア語を書けるよう精進し、修辞学をなおざりにせず、アリストテレスの諸学とプラトンの対話作品を精読し、学問の四学科（天文学・幾何学・算術・音楽）で知性を磨いたものである
と記している。

### 政略結婚
1097年、アンナは、マケドニア地方のアドリアノープルを拠点とし、1077-78年には反乱を起こして将軍アレクシオス・コムネノス（後のアレクシオス1世）に討伐されたこともある名門軍事貴族ブリュエンニオス家のニケフォロス・ブリュエンニオスと結婚した。これは、アレクシオス1世がかつて自らと敵対していたブリュエンニオス家を、政権安定のためにコムネノス家一門へと取り込むための政略結婚であった。

### 父の死と弟ヨハネスへの陰謀
1118年に父アレクシオス1世が死去する際には、アンナは母エイレーネーと共に夫のニケフォロスを後継者に据えようとしたが、アレクシオスがこれを認めず、ニケフォロスも動かなかったために失敗し、既に共同皇帝となっていた弟のヨハネスが皇帝ヨハネス2世として即位した。
それでもなお、夫を帝位に就けて皇后になることを諦めていなかったアンナは、翌1119年の春に首都コンスタンティノープルの郊外にあった離宮（フィロパティオン宮殿）に滞在していた弟ヨハネス2世を暗殺するクーデターを計画するが、またしても夫のニケフォロスが動かず、これも失敗してしまう。

### 弟との和解・修道院への隠棲
クーデターに失敗したアンナは逮捕され、財産を没収されたが後に弟と和解し、アンナ自身は財産を返還されたうえで母エイレーネーが建立した修道院（ケカリトメネ修道院）に隠棲し、夫や息子たちはヨハネス2世への出仕を許された。弟ヨハネスが姉に対して寛大な処置を取ったため、ヨハネスは「カロヨハネス（善良なるヨハネス）」と呼ばれるようになった。
修道院へ隠棲したアンナはもっぱら学問に勤しみ、哲学や神学、医学、文学（詩・悲劇・弁論）、占星術など、さまざまな学問を学んでいった。ただ、歴史学については学んだ形跡がなく、ビザンツの歴史家の模範であった古代ギリシャのトゥキュディデスについても自著では言及していない。

### 夫ニケフォロスの死から歴史家となるまで
1136年、夫ニケフォロスはヨハネス2世のシリア遠征に従軍していたが、体調を崩して都へ戻り、そのまま死去した。ニケフォロスは軍事貴族出身でありながら学問を得意としていたため、義母エイレーネーに命じられてアレクシオス1世の治世についての歴史について書いていた（『歴史』）が、生前に完成させることはできなかった。アンナはそれまで歴史学にはあまり縁がなかったものの、夫の残した『歴史』を引き継ぎ、体験者への聞き取りや宮廷の文書を閲覧（修道院からの外出は許されており、皇帝の親族であったため宮殿に入ることも可能であった）するなどの取材を重ね、『アレクシアス（アレクシオス1世伝）』(ギリシア語: Ἀλεξιάς）として完成させ、世界史上でも数少ない女性歴史家となった。重要な歴史書を著したヨーロッパ初の女性とされる。

### アンナの死
『アレクシアス』を著した後、アンナはケカリトメネ修道院で没した。没年は1148年よりものち、1154-1155年と推測されているが詳しいことは分かっておらず、孤独のうちに人知れず世を去ったとみられている。没後、隠棲先のケカリトメネ修道院に埋葬されたと思われるが（母エイレーネーが定めた修道院の規約には、娘たちの埋葬の場所を修道院の外玄関廊に与えると書かれていた）、ケカリトメネ修道院がコンスタンティノープルのどこにあったのかは、確定できていない。

## 子女
ニケフォロス・ブリュエンニオスとの間に4人の子が確認されている。
- アレクシオス・コムネノス
- ヨハネス・ドゥーカス
- エイレーネー・ドゥーカイナ
- マリア（姓不詳）

ギリシャ人は長男には父方の祖父の名、次男には母方の祖父の名、長女には父方の祖母の名を付ける、という命名法が普通であり、東ローマ帝国時代の姓は夫婦別姓であったが、子供には父方の姓が優先されることが多かった。ところが、長男アレクシオスはアンナの父アレクシオス1世、次男ヨハネスはニケフォロス・ブリュエンニオスの父から、と一般的な命名法とは逆に母方の祖父の名前が優先され、長女エイレーネーは父方の祖母（ニケフォロス・ブリュエンニオスの母親）ではなく、母方の祖母（アンナの母）であるエイレーネー・ドゥーカイナから取られたと推定されている（アンナ自身の名は、父方の祖母アンナ・ダラセナから取られている）。また、アンナの子供たちは母方の皇室の姓コムネノスあるいは母方の祖母の姓で前王朝であるドゥーカスを名乗り、父方の姓ブリュエンニオスを名乗っていない。
なお、コンスタンティノス、アンドロニコスという2人の子がおり、計6人であったという説も出ている。コンスタンティノス、アンドロニコス、マリアは幼くして死亡したと推測される。

## 容姿
両親や弟ヨハネス2世と違い、アンナの肖像は伝わっていない。アンナの死後に友人達が捧げた『追悼文』には、「丸顔で輝く瞳、虹のような弓型の眉、ゆるやかな曲線を描くすらっとした鼻、薔薇の蕾のような小さな口、そして歳をとっても、肌は羊の毛のように白く、頬は赤みがさしていた」と記されているが、故人を称賛するための追悼文であり、かつ紋切り型の表現であるため、どこまで実際の面影を正確に伝えているかは定かではない。

## アンナ・コムネナを扱った作品
- 小説
  - トレーシー・バレット（英語版）『緋色の皇女アンナ（英語版）』、山内智恵子訳、徳間書店、2001年。半生を描く歴史小説。
- 漫画
  - 佐藤二葉『アンナ・コムネナ』星海社、2021年 - 2025年。